# Vladímir Zajárov (matemático)
Vladímir Yevguénievich Zajárov (en ruso: Влади́мир Евге́ньевич Заха́ров; Kazán, Unión Soviética, 1 de agosto de 1939-Moscú, Rusia, 20 de agosto de 2023) fue un matemático y físico soviético-ruso. Fue catedrático de matemáticas en la Universidad de Arizona, director de la sección de física matemática del Instituto Lébedev de Física y miembro del comité del Premio Internacional Stefanos Pnevmatikos. Su investigación cubrió aspectos físicos de la teoría de ondas no lineales en plasmas, hidrodinámica, oceanología, geofísica, física del estado sólido, óptica y relatividad general.
Recibió en 2003 la Medalla Dirac del Centro Internacional de Física Teórica por sus contribuciones a la teoría de la turbulencia, en relación a sus resultados exactos y a la predicción de cascadas inversas, y por «poner la teoría de la turbulencia de ondas sobre una base matemática firme al encontrar espectros de turbulencia y resolver el problema de estabilidad, y por introducir la noción de cascadas inversa y dual en turbulencia de ondas».
Zajárov fue también poeta. Publicó varios libros de poesía en Rusia y sus obras aparecieron regularmente en revistas como Novy Mir en las décadas de 1990 y 2000. Se publicó en Reino Unido una traducción al inglés de sus obras con el título The Paradise for Clouds (en inglés: El Paraíso de las Nubes) en 2009.

## Vida personal y educación
Vladímir Zajárov nació en Kazán, hijo de Yevgueni y Yelena Zajárov, ingeniero y profesora de escuela. Estudió en la Escuela de Ingeniería Energética de Moscú y en la Universidad Estatal de Novosibirsk, donde recibió su título de especialista en física en 1963, y su título de candidato de ciencias en 1966, bajo la supervisión de Róald Sagdéyev.
Zajárov estaba casado y tuvo tres hijos. Falleció en agosto de 2023 a los 84 años.

## Carrera académica
Tras completar su título de candidato de ciencias, trabajó como investigador en el Instituto de Física Nuclear Budker en Novosibirsk, donde obtuvo el título de dóktor nauk en 1971. En 1974, se trasladó al Instituto Landáu de Física Teórica en Chernogolovka, donde terminaría convirtiéndose en director. Fue elegido miembro correspondiente de la Academia de Ciencias de la Unión Soviética en 1984, y miembro pleno en 1991. En 1992, se trasladó a la Universidad de Arizona como catedrático de matemáticas, y en 2004 se convirtió en director de la sección de física matemática del Instituto Lébedev de Física.

## Premios y reconocimientos
- Premio Estatal de la Unión Soviética por investigación en teoría de plasmas, 1987.
- Orden de la Insignia de Honor de la Unión Soviética, 1989.
- Premio Estatal de la Federación de Rusia por investigación en teoría de solitones, 1993.
- Orden del Servicio a la Federación Rusa, entregada por su 60 cumpleaños, 1999.
- Medalla Dirac del Centro Internacional de Física Teórica, Trieste, Italia, 2003.
- Nombrado en su honor el asteroide 7153 Vladzakharov.
- Fellow de la American Mathematical Society, 2012.